# جون ديفيدسون كلارك
جون ديفيدسون كلارك (بالإنجليزية: John Davidson Clark)‏ هو اقتصادي ومحامي وسياسي أمريكي، ولد في 26 سبتمبر 1884 بفورت كولنز في الولايات المتحدة، وتوفي في 6 نوفمبر 1961. انتخب عضو مجلس نواب وايومنغ.